# Danh sách tiểu hành tinh: 8501–8600
| Tên                  | Tên đầu tiên | Ngày phát hiện       | Nơi phát hiện           | Người phát hiện                                        |
| -------------------- | ------------ | -------------------- | ----------------------- | ------------------------------------------------------ |
| 8501 Wachholz        | 1990 TK8     | 13 tháng 10 năm 1990 | Đài quan sát Tautenburg | L. D. Schmadel, F. Börngen                             |
| 8502 Bauhaus         | 1990 TR12    | 14 tháng 10 năm 1990 | Tautenburg Observatory  | F. Börngen, L. D. Schmadel                             |
| 8503 Masakatsu       | 1990 WX3     | 21 tháng 11 năm 1990 | Kitami                  | K. Endate, K. Watanabe                                 |
| 8504 -               | 1990 YC      | 17 tháng 12 năm 1990 | Kushiro                 | S. Ueda, H. Kaneda                                     |
| 8505 -               | 1990 YK      | 19 tháng 12 năm 1990 | Kushiro                 | S. Ueda, H. Kaneda                                     |
| 8506 -               | 1991 CN      | 5 tháng 2 năm 1991   | Yorii                   | M. Arai, H. Mori                                       |
| 8507 -               | 1991 CB1     | 15 tháng 2 năm 1991  | Kitt Peak               | Spacewatch                                             |
| 8508 -               | 1991 CU1     | 14 tháng 2 năm 1991  | Kushiro                 | S. Ueda, H. Kaneda                                     |
| 8509 -               | 1991 FV2     | 20 tháng 3 năm 1991  | La Silla                | H. Debehogne                                           |
| 8510 -               | 1991 PT8     | 5 tháng 8 năm 1991   | Palomar                 | H. E. Holt                                             |
| 8511 -               | 1991 PY10    | 7 tháng 8 năm 1991   | Palomar                 | H. E. Holt                                             |
| 8512 -               | 1991 PC11    | 7 tháng 8 năm 1991   | Palomar                 | H. E. Holt                                             |
| 8513 -               | 1991 PK11    | 9 tháng 8 năm 1991   | Palomar                 | H. E. Holt                                             |
| 8514 -               | 1991 PK15    | 7 tháng 8 năm 1991   | Palomar                 | H. E. Holt                                             |
| 8515 Corvan          | 1991 RJ      | 4 tháng 9 năm 1991   | Siding Spring           | R. H. McNaught                                         |
| 8516 Hyakkai         | 1991 TW1     | 13 tháng 10 năm 1991 | Okutama                 | T. Hioki, S. Hayakawa                                  |
| 8517 -               | 1992 BB5     | 28 tháng 1 năm 1992  | Kushiro                 | S. Ueda, H. Kaneda                                     |
| 8518 -               | 1992 DM6     | 29 tháng 2 năm 1992  | La Silla                | UESAC                                                  |
| 8519 -               | 1992 DB10    | 29 tháng 2 năm 1992  | La Silla                | UESAC                                                  |
| 8520 -               | 1992 EC12    | 6 tháng 3 năm 1992   | La Silla                | UESAC                                                  |
| 8521 Boulainvilliers | 1992 GF4     | 4 tháng 4 năm 1992   | La Silla                | E. W. Elst                                             |
| 8522 -               | 1992 ML      | 25 tháng 6 năm 1992  | Palomar                 | G. J. Leonard                                          |
| 8523 Bouillabaisse   | 1992 PX      | 8 tháng 8 năm 1992   | Caussols                | E. W. Elst                                             |
| 8524 Paoloruffini    | 1992 RJ3     | 2 tháng 9 năm 1992   | La Silla                | E. W. Elst                                             |
| 8525 Nielsabel       | 1992 RZ5     | 2 tháng 9 năm 1992   | La Silla                | E. W. Elst                                             |
| 8526 Takeuchiyukou   | 1992 SM12    | 23 tháng 9 năm 1992  | Kitami                  | K. Endate, K. Watanabe                                 |
| 8527 Katayama        | 1992 SV12    | 28 tháng 9 năm 1992  | Kitami                  | K. Endate, K. Watanabe                                 |
| 8528 -               | 1992 SC24    | 29 tháng 9 năm 1992  | Palomar                 | H. E. Holt                                             |
| 8529 Sinzi           | 1992 UH2     | 19 tháng 10 năm 1992 | Kitami                  | K. Endate, K. Watanabe                                 |
| 8530 Korbokkur       | 1992 UK5     | 25 tháng 10 năm 1992 | Nyukasa                 | M. Hirasawa, S. Suzuki                                 |
| 8531 Mineosaito      | 1992 WX2     | 16 tháng 11 năm 1992 | Kitami                  | K. Endate, K. Watanabe                                 |
| 8532 -               | 1992 YW3     | 29 tháng 12 năm 1992 | Yatsugatake             | Y. Kushida, O. Muramatsu                               |
| 8533 Oohira          | 1993 BM      | 20 tháng 1 năm 1993  | Oohira                  | T. Urata                                               |
| 8534 Knutsson        | 1993 FJ10    | 17 tháng 3 năm 1993  | La Silla                | C.-I. Lagerkvist                                       |
| 8535 Pellesvanslös   | 1993 FH22    | 21 tháng 3 năm 1993  | La Silla                | C.-I. Lagerkvist                                       |
| 8536 Måns            | 1993 FK23    | 21 tháng 3 năm 1993  | La Silla                | C.-I. Lagerkvist                                       |
| 8537 Billochbull     | 1993 FG24    | 21 tháng 3 năm 1993  | La Silla                | C.-I. Lagerkvist                                       |
| 8538 Gammelmaja      | 1993 FR26    | 21 tháng 3 năm 1993  | La Silla                | C.-I. Lagerkvist                                       |
| 8539 Laban           | 1993 FT32    | 19 tháng 3 năm 1993  | La Silla                | C.-I. Lagerkvist                                       |
| 8540 Ardeberg        | 1993 FK80    | 17 tháng 3 năm 1993  | La Silla                | UESAC                                                  |
| 8541 Schalkenmehren  | 1993 TZ32    | 9 tháng 10 năm 1993  | La Silla                | E. W. Elst                                             |
| 8542 -               | 1993 VB2     | 11 tháng 11 năm 1993 | Kushiro                 | S. Ueda, H. Kaneda                                     |
| 8543 Tsunemi         | 1993 XO1     | 15 tháng 12 năm 1993 | Oizumi                  | T. Kobayashi                                           |
| 8544 Sigenori        | 1993 YE      | 17 tháng 12 năm 1993 | Oizumi                  | T. Kobayashi                                           |
| 8545 McGee           | 1994 AM1     | 2 tháng 1 năm 1994   | Stakenbridge            | B. G. W. Manning                                       |
| 8546 Kenmotsu        | 1994 AH3     | 13 tháng 1 năm 1994  | Kitami                  | K. Endate, K. Watanabe                                 |
| 8547 -               | 1994 CQ      | 4 tháng 2 năm 1994   | Kushiro                 | S. Ueda, H. Kaneda                                     |
| 8548 Sumizihara      | 1994 ER3     | 14 tháng 3 năm 1994  | Kitami                  | K. Endate, K. Watanabe                                 |
| 8549 Alcide          | 1994 FS      | 30 tháng 3 năm 1994  | Farra d'Isonzo          | Farra d'Isonzo                                         |
| 8550 Hesiodos        | 1994 PV24    | 12 tháng 8 năm 1994  | La Silla                | E. W. Elst                                             |
| 8551 Daitarabochi    | 1994 VC7     | 11 tháng 11 năm 1994 | Nyukasa                 | M. Hirasawa, S. Suzuki                                 |
| 8552 Hyoichi         | 1995 HE      | 20 tháng 4 năm 1995  | Kuma Kogen              | A. Nakamura                                            |
| 8553 Bradsmith       | 1995 HG      | 20 tháng 4 năm 1995  | Kitami                  | K. Endate, K. Watanabe                                 |
| 8554 Gabreta         | 1995 KH      | 25 tháng 5 năm 1995  | Kleť                    | M. Tichý                                               |
| 8555 Mirimao         | 1995 LD      | 3 tháng 6 năm 1995   | Stroncone               | Stroncone                                              |
| 8556 Jana            | 1995 NB      | 7 tháng 7 năm 1995   | Kleť                    | Z. Moravec                                             |
| 8557 Šaroun          | 1995 OK      | 23 tháng 7 năm 1995  | Ondřejov                | L. Šarounová                                           |
| 8558 Hack            | 1995 PC      | 1 tháng 8 năm 1995   | San Marcello            | L. Tesi, A. Boattini                                   |
| 8559 -               | 1995 QM2     | 25 tháng 8 năm 1995  | Nachi-Katsuura          | Y. Shimizu, T. Urata                                   |
| 8560 Tsubaki         | 1995 SD5     | 20 tháng 9 năm 1995  | Kitami                  | K. Endate, K. Watanabe                                 |
| 8561 Sikoruk         | 1995 SO29    | 16 tháng 9 năm 1995  | Zelenchukskaya          | T. V. Kryachko                                         |
| 8562 -               | 1995 SK53    | 28 tháng 9 năm 1995  | Xinglong                | Chương trình tiểu hành tinh Bắc Kinh Schmidt CCD       |
| 8563 -               | 1995 US      | 19 tháng 10 năm 1995 | Trạm Catalina           | T. B. Spahr                                            |
| 8564 Anomalocaris    | 1995 UL3     | 17 tháng 10 năm 1995 | Nachi-Katsuura          | Y. Shimizu, T. Urata                                   |
| 8565 -               | 1995 WB6     | 24 tháng 11 năm 1995 | Ojima                   | T. Niijima, T. Urata                                   |
| 8566 -               | 1996 EN      | 15 tháng 3 năm 1996  | Haleakala               | NEAT                                                   |
| 8567 -               | 1996 HW1     | 23 tháng 4 năm 1996  | Kitt Peak               | Spacewatch                                             |
| 8568 Larrywilson     | 1996 RU2     | 10 tháng 9 năm 1996  | Haleakala               | NEAT                                                   |
| 8569 Mameli          | 1996 TG      | 1 tháng 10 năm 1996  | Colleverde              | V. S. Casulli                                          |
| 8570 -               | 1996 TN10    | 9 tháng 10 năm 1996  | Kushiro                 | S. Ueda, H. Kaneda                                     |
| 8571 Taniguchi       | 1996 UX      | 20 tháng 10 năm 1996 | Oizumi                  | T. Kobayashi                                           |
| 8572 Nijo            | 1996 UG1     | 19 tháng 10 năm 1996 | Kleť                    | J. Tichá, M. Tichý                                     |
| 8573 Ivanka          | 1996 VQ      | 4 tháng 11 năm 1996  | Kleť                    | Z. Moravec                                             |
| 8574 Makotoirie      | 1996 VC2     | 6 tháng 11 năm 1996  | Oizumi                  | T. Kobayashi                                           |
| 8575 Seishitakeuchi  | 1996 VL8     | 7 tháng 11 năm 1996  | Kitami                  | K. Endate, K. Watanabe                                 |
| 8576 -               | 1996 VN8     | 7 tháng 11 năm 1996  | Kushiro                 | S. Ueda, H. Kaneda                                     |
| 8577 Choseikomori    | 1996 VX8     | 7 tháng 11 năm 1996  | Kitami                  | K. Endate, K. Watanabe                                 |
| 8578 Shojikato       | 1996 WZ      | 19 tháng 11 năm 1996 | Oizumi                  | T. Kobayashi                                           |
| 8579 Hieizan         | 1996 XV19    | 11 tháng 12 năm 1996 | Oizumi                  | T. Kobayashi                                           |
| 8580 Pinsky          | 1996 XZ25    | 14 tháng 12 năm 1996 | Prescott                | P. G. Comba                                            |
| 8581 Johnen          | 1996 YO2     | 28 tháng 12 năm 1996 | Chichibu                | N. Sato                                                |
| 8582 Kazuhisa        | 1997 AY      | 2 tháng 1 năm 1997   | Oizumi                  | T. Kobayashi                                           |
| 8583 Froberger       | 1997 AK6     | 8 tháng 1 năm 1997   | Prescott                | P. G. Comba                                            |
| 8584 -               | 1997 AN22    | 11 tháng 1 năm 1997  | Xinglong                | Chương trình tiểu hành tinh Bắc Kinh Schmidt CCD       |
| 8585 Purpurea        | 2025 P-L     | 24 tháng 9 năm 1960  | Palomar                 | C. J. van Houten, I. van Houten-Groeneveld, T. Gehrels |
| 8586 Epops           | 2563 P-L     | 24 tháng 9 năm 1960  | Palomar                 | C. J. van Houten, I. van Houten-Groeneveld, T. Gehrels |
| 8587 Ruficollis      | 3078 P-L     | 25 tháng 9 năm 1960  | Palomar                 | C. J. van Houten, I. van Houten-Groeneveld, T. Gehrels |
| 8588 Avosetta        | 4025 P-L     | 24 tháng 9 năm 1960  | Palomar                 | C. J. van Houten, I. van Houten-Groeneveld, T. Gehrels |
| 8589 Stellaris       | 4068 P-L     | 24 tháng 9 năm 1960  | Palomar                 | C. J. van Houten, I. van Houten-Groeneveld, T. Gehrels |
| 8590 Pygargus        | 6533 P-L     | 24 tháng 9 năm 1960  | Palomar                 | C. J. van Houten, I. van Houten-Groeneveld, T. Gehrels |
| 8591 Excubitor       | 6543 P-L     | 24 tháng 9 năm 1960  | Palomar                 | C. J. van Houten, I. van Houten-Groeneveld, T. Gehrels |
| 8592 Rubetra         | 1188 T-1     | 25 tháng 3 năm 1971  | Palomar                 | C. J. van Houten, I. van Houten-Groeneveld, T. Gehrels |
| 8593 Angustirostris  | 2186 T-1     | 25 tháng 3 năm 1971  | Palomar                 | C. J. van Houten, I. van Houten-Groeneveld, T. Gehrels |
| 8594 Albifrons       | 2245 T-1     | 25 tháng 3 năm 1971  | Palomar                 | C. J. van Houten, I. van Houten-Groeneveld, T. Gehrels |
| 8595 Dougallii       | 3233 T-1     | 26 tháng 3 năm 1971  | Palomar                 | C. J. van Houten, I. van Houten-Groeneveld, T. Gehrels |
| 8596 Alchata         | 1298 T-2     | 29 tháng 9 năm 1973  | Palomar                 | C. J. van Houten, I. van Houten-Groeneveld, T. Gehrels |
| 8597 Sandvicensis    | 2045 T-2     | 29 tháng 9 năm 1973  | Palomar                 | C. J. van Houten, I. van Houten-Groeneveld, T. Gehrels |
| 8598 Tetrix          | 2202 T-2     | 29 tháng 9 năm 1973  | Palomar                 | C. J. van Houten, I. van Houten-Groeneveld, T. Gehrels |
| 8599 Riparia         | 2277 T-2     | 29 tháng 9 năm 1973  | Palomar                 | C. J. van Houten, I. van Houten-Groeneveld, T. Gehrels |
| 8600 Arundinaceus    | 3060 T-2     | 30 tháng 9 năm 1973  | Palomar                 | C. J. van Houten, I. van Houten-Groeneveld, T. Gehrels |